# 赤杨镰钩蛾
赤杨镰钩蛾（学名：Drepana curvatula）是鱗翅目钩蛾科的一种，体长8～10毫米，头黄褐色，触角棕黄色，身体焦枯至暗黄褐色。翅长14～19毫米，前翅顶角下方靠近外缘处有一条棕黑色弧形线，前后翅各有5条波浪状斜线，其中由内向外数第4条最为清晰。前翅横脉处有2个小黑点。
一年生2代，7～9月出现，以蛹过冬。以赤杨，青杨和棘皮桦为寄主。分布于德国，俄罗斯，中国，朝鲜及日本等地。